# Gi' det blå tilbage
Gi' det blå tilbage er navnet på det trettende album af Lars Lilholt Band. Det udkom 27. april 1998.
Udgivelsen var en opsamlings-CD med 35 af bandets største hits i perioden fra 1982-1997. Alle numre var enten nyindspillede eller i liveversioner.
Albummet solgte cirka 360.000 eksemplarer.

## Spor
CD 1
1. Kun En Jord
2. Liv Efter Liv (Live)
3. Cafe Måneskin
4. Kald Det Kærlighed
5. Alt Hvad Jeg er
6. Dansen Går
7. Kong Pukkelrygs Land (Men Aldrig Som Før)
8. Onkel Christian (Live)
9. I En Sommernat
10. Ofelia
11. For At Tænde Lys
12. Gudenåen 2# (A-I-A-I-AH)
13. Mikkel Han Var Død
14. Gi' Det Blå Tilbage
15. Sejler Ud
16. Fandens Fiol
17. Hvidsten Kro
18. Hvor Går Vi Hen Når Vi Går

CD 2 
1. Jeg Vil Være Stjerne
2. Da Kærlighed Kom Til Byen
3. Held og Lykke (Feat. Åge Aleksandersen)
4. Jens Langkniv (Live)
5. Alting Er Forbundet
6. Kejserens Hukommelse
7. Er Der Mon Dale? (Live)
8. Høstfesten (Live)
9. Ringene I Vanden (Over Bag Ved Egholm)
10. Har Denne Vej Et Hjerte?
11. Når Båden Lagde Til (Live)
12. Tines Sang
13. I Blå Ballerina Sko (Live)
14. Mikkel Han Var Død (Live)
15. Mallebrok
16. Jul I Ingenmandsland
17. Ten Years After (Live)
18. Solen Er Så Rød, Mor (Live)

## Musikere
- Lars Lilholt (Sang, Violin, Guitar)
- Tine Lilholt (Fløjte, Sang på "Tines sang", Sækkepibe)
- Kristian Lilholt (Keyboard, kor, aku. Guitar)
- Gert Vincent (el-og-aku Guitar, Mandola, Kor)
- Klaus Thrane (Trommer, Percussion)
- Tom Bilde (Bas, Trækbasun, Kor, Banjo, Mandolin)

## Gæstemusikere
- Lasse Jørgensen (Bas på "Mikkel han var død" på CD2)
- Åge Aleksandersen (Sang på "Held og lykke")

## Info om pladen
- "Mikkel han var død" på CD1, "Cafe Måneskin", "Gudenåen 2#" og "Hvor går vi hen når vi går" er de samme udgave fra Masai fra 1997 og "Onkel Christian", "Er der mon dale?" og "Høstfesten" samt "Ten Years After" kommer fra Et Ekko Af Sommer fra 1995 og "Alting er forbundet" og "Har denne vej et hjerte" og "Hvidsten Kro" er originale udgaver fra Kong Pukkelrygs Land fra 1994.
- Norske Åge Aleksandersen synger duet på "Held og Lykke"
- Det er tilmed det sidste Lilholt-album produceret af CMC, da ejeren af CMC skiftede over til sit eget pladeselskab RecArt Music.
- Albummet solgte firedobbeltplatin med over 300.000 solgte plader.[3]